# کوژباختی
کوژباختی (انگلیسی: Kuzhbakhty) یک شهرک در شهرستان ایلیشفسکی استان باشقیرستان کشور روسیه است.